# Vasilij Ordynskij
Vasilij Ordynskij (russisk: Васи́лий Серге́евич Орды́нский) (født 6. april 1923 i Kostroma i det Russiske Kejserrige, død 4. november 1985 i Moskva i Sovjetunionen) var en sovjetisk filminstruktør, manuskriptforfatter og skuespiller.

## Filmografi
- Sverstnitsy (Сверстницы, 1959)[1][2]
- Tutji nad Borskom (Тучи над Борском, 1960)
- U tvojego poroga (У твоего порога, 1962)
- Bolsjaja ruda (Больша́я руда́, 1964)
- Krasnaja plosjjad (Красная площадь, 1970)